# 离宫增三
飛馬座40，又名BD+18 5014，HD 214567、SAO 108064、HR 8618，是飛馬座的一颗恒星，视星等为5.82，位于銀經84.84，銀緯-33.37，其B1900.0坐标为赤經22h 34m 2.2s，赤緯+19° -33.37′ 17″。